# Thierry Henry
Thierry Daniel Henry (* 17. August 1977 in Les Ulis, Metropolregion Paris) ist ein ehemaliger französischer Fußballspieler und heutiger -trainer.
Im Alter von 16 Jahren wechselte der Stürmer zur AS Monaco, bei der er zum Profispieler wurde und 1997 die französische Meisterschaft gewann. Nach seinem Wechsel zum FC Arsenal im Jahr 1999 entwickelte sich Henry zu einem Weltklassespieler, gewann u. a. zwei englische Meistertitel und wurde viermal Torschützenkönig der Premier League. Mit 228 Treffern ist der Franzose Rekordtorschütze der Gunners. 2007 folgte der Transfer zum FC Barcelona, mit dem er zwei weitere Meisterschaften und je einmal die Champions League sowie die Klub-Weltmeisterschaft gewann. Von 2010 bis 2014 ließ Henry seine Karriere bei den New York Red Bulls ausklingen.
Für die französische Nationalmannschaft absolvierte der Angreifer zwischen 1997 und 2010 insgesamt 123 Länderspiele (51 Tore). Dabei wurde Henry 1998 Weltmeister sowie 2000 Europameister. Henry wurde mehrfach als Englands und Frankreichs Fußballer des Jahres ausgezeichnet und ist Mitglied der Premier League Hall of Fame. Im Jahre 2004 wurde er von Pelé in die Liste der 125 besten noch lebenden Fußballer aufgenommen.
Bis 2023 war Henry Co-Trainer der belgischen Nationalmannschaft, von 2023 bis 2024 war er Trainer der französischen U21-Auswahl. 2024 betreute er zudem die französische Olympiaauswahl und gewann mit ihr Silber.

## Jugend
Thierry Daniel Henry wurde am 17. August 1977 geboren. Seine Eltern waren von den französischen Antillen (Karibik) nach Frankreich eingewandert: Vater Antoine stammt aus Guadeloupe, Mutter Maryse aus Martinique. Die Familie lebte in Les Ulis, einer der typischen sozial benachteiligten Banlieues im Südwesten von Paris. Als Henry acht Jahre alt war, ließen sich seine Eltern scheiden und er lebte ab diesem Zeitpunkt mit seinem älteren Bruder bei der Mutter. Fußball spielte Henry zunächst für die lokalen Jugendmannschaften der Klubs OC Les Ulis und US Palaiseau. Schon früh galt „Titi“ als herausragendes Talent und der ambitionierte Vater vermittelte ihm die Freude am Fußballspiel, machte seinem Sohn aber auch deutlich, dass er durch den Sport einen sozialen Aufstieg schaffen könnte, und impfte ihm großen Ehrgeiz ein. Von 1990 bis 1992 gehörte er zu den ausgewählten Jugendspielern, die im nationalen Trainingszentrum INF Clairefontaine gezielt auf eine Profikarriere vorbereitet wurden. Zu seinen Mitspielern gehörten unter anderen die späteren Nationalspieler Nicolas Anelka, William Gallas und Jérôme Rothen. Anschließend spielte Henry kurzzeitig für den Amateurklub FC Versailles.
Mittlerweile waren Talentscouts der AS Monaco auf ihn aufmerksam geworden und im Juli 1993 wechselte der 15-jährige Henry in die Nachwuchsabteilung der Monegassen. Der Klub aus Südfrankreich war für seine hervorragende Jugendarbeit bekannt und hatte bereits zahlreiche Nationalspieler hervorgebracht.

## Vereinskarriere

### AS Monaco
Bei seinem neuen Klub spielte Henry zunächst für die U17-Junioren und die Reservemannschaft in der Championnat de France Amateur, bevor ihn Trainer Arsène Wenger in den Profikader berief. Wenger war für seine Talentförderung bekannt und ermöglichte dem 17-jährigen Neuling am 31. August 1994 sein Debüt in Frankreichs Division 1 (0:2 gegen OGC Nizza). Kurz darauf wurde Wenger entlassen, Henry konnte sich nicht durchsetzen. Er verfügte zwar über enorme Sprinterqualitäten, seine Spielweise war jedoch wenig effektiv. Die ersten beiden Profitore gelangen Henry am 29. April 1995 beim 6:0-Sieg über den RC Lens. Es dauerte bis zur Saison 1996/97, ehe Henry der sportliche Durchbruch gelang. Trainer Jean Tigana machte ihn in seiner Sturmreihe neben Sonny Anderson und Victor Ikpeba zum etatmäßigen Linksaußen und in diesem Spielsystem übernahm der schnelle Spieler weniger die Rolle des Torjägers denn als Vorbereiter und Flankenläufer (35 Spiele/9 Tore). Die AS Monaco gewann am Saisonende souverän die französische Meisterschaft und Henry erhielt die Auszeichnung des besten Nachwuchsspielers. Im Folgejahr erreichten die Monegassen das Halbfinale der UEFA-Champions League, wobei Henry mit sieben Treffern zweitbester Torschütze der Königsklasse war. Durch seine Leistungen und das hervorragende Zusammenspiel mit David Trezeguet hatte Henry auch international auf sich aufmerksam gemacht. Nach der erfolgreichen WM 1998 zerschlug sich der sicher geglaubte Transfer zu Real Madrid, da diese einen nicht zugelassenen Berater in den Vertragsverhandlungen eingesetzt hatten. Vorerst blieb Henry in Monaco, und obwohl er 1998/99 eine wenig auffällige Hinrunde absolvierte, deutete sich in der Winterpause ein Wechsel zu Juventus Turin an. Letztmals kam er am 16. Januar 1999 als Einwechselspieler beim 1:1 gegen die RC Lens zum Einsatz.

### Juventus Turin
Mit 21 Jahren wagte Henry den Sprung ins Ausland und wechselte im Januar 1999 für umgerechnet 12,5 Millionen Euro zu Juventus Turin in die italienische Serie A. Trotz eines prominent besetzten Kaders, darunter Zinédine Zidane, Alessandro Del Piero, Didier Deschamps, hinkte die Alte Dame den eigenen Ansprüchen hinterher und Erfolgstrainer Marcello Lippi wurde im Februar durch Carlo Ancelotti ersetzt. Henry kämpfte mit Anpassungsproblemen an den taktisch geprägten italienischen Fußball und der anfänglichen Euphorie über die Verpflichtung folgte die rasche Ernüchterung. In Ancelottis 3-5-2-Spielsystem fehlten klassische Außenstürmer, weshalb Henry teilweise auf der für ihn ungewohnten Position als linker Außenverteidiger spielen musste. Von seinen 16 Ligaspielen absolvierte er lediglich vier über die volle Distanz und erzielte dabei drei Tore. Später räumte Henry in einem Interview ein:

„Ich habe es nicht mehr genossen. Es hat sich angefühlt, als hätte ich mein Verlangen, Fußball zu spielen, verloren.“

Nach nur acht Monaten war Henrys Gastspiel in Turin wieder beendet und er wechselte im August 1999 zum FC Arsenal.

### FC Arsenal

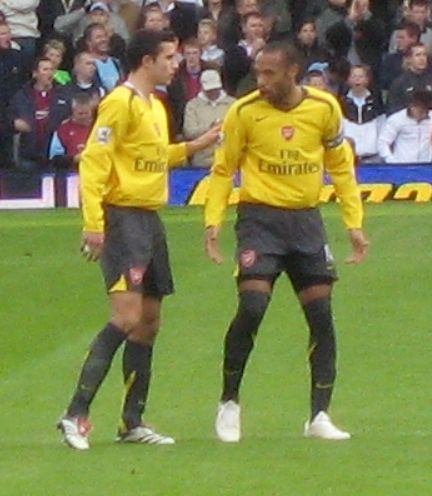
Henry (r.) gemeinsam mit Robin van Persie im Trikot des FC Arsenal (2006)

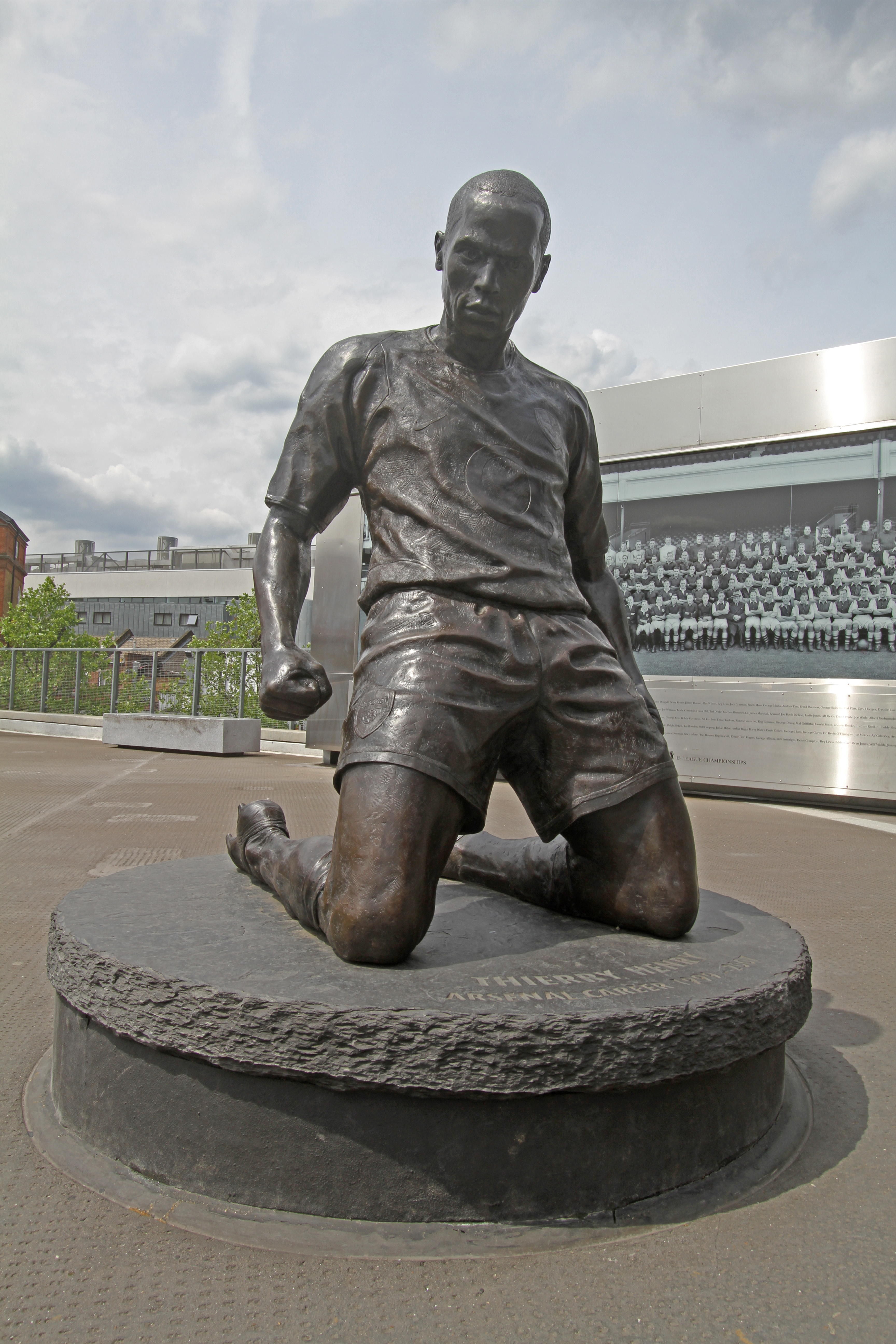
Bronzestatue Henrys vor dem Emirates Stadium

Am 3. August 1999 wurde Thierry Henry offiziell als Neuverpflichtung des englischen Traditionsklubs FC Arsenal vorgestellt. Die Ablösesumme betrug umgerechnet etwa 30 Millionen D-Mark (ca. 15 Millionen Euro).
Trainer der Gunners war Arsène Wenger, der Henry zum Profidebüt verholfen und seinen ehemaligen Schützling nicht aus den Augen verloren hatte. Henry sollte den abgewanderten Nicolas Anelka ersetzen, der für eine Rekordsumme zu Real Madrid gewechselt war. Bei Arsenal fand er ein funktionierendes Spielsystem vor, jedoch hatte Wenger ihm eine neue Position zugedacht und setzte den Flügelspieler von Beginn an konsequent als Mittelstürmer ein. Dieser Positionswechsel leitete die Entwicklung zu einem der beeindruckendsten Torjäger seiner Generation ein. Allerdings musste Henry seine Spielweise zunächst komplett neu ausrichten und sich an den kraftvollen, schnellen Fußball der Premier League anpassen. Nach einer durchwachsenen Anfangsphase gelang ihm erst am 18. September 1999 (8. Spieltag) beim 1:0-Auswärtssieg über den FC Southampton der erlösende Premierentreffer. Allmählich fand Henry zu alter Form und war am Saisonende mit 17 Treffern in 31 Einsätzen bester Torschütze seiner Mannschaft. Allerdings holte Arsenal keinen Titel: Sie verloren das Endspiel des UEFA-Pokals gegen Galatasaray Istanbul (1:4 nach Elfmeterschießen) und wurden 1999/2000 Zweiter der Premier League.
Für Arsenal schoss er seit seiner ersten Saison immer mindestens 17 Tore pro Spielzeit und ist damit bis heute der erfolgreichste Stürmer der Vereinsgeschichte. Den Durchbruch bei Arsenal schaffte Thierry Henry in der Saison 2001/02, als er mit 24 Toren erstmals in seiner Karriere Torschützenkönig wurde. Drei weitere Auszeichnungen dieser Art folgten. 2003 wurde er als bester Torschütze Europas erstmals mit dem Goldenen Schuh ausgezeichnet und im selben Jahr Zweiter bei der Wahl zum FIFA-Weltfußballer des Jahres, hinter seinem französischen Landsmann Zinédine Zidane. 2004 wurde er bei der Wahl zu Europas Fußballer des Jahres Vierter und wieder Zweiter bei der Wahl zum FIFA-Weltfußballer des Jahres, diesmal hinter Ronaldinho. Er wurde jedoch in den Jahren 2003, 2004 und 2006 sowohl Englands als auch Frankreichs Fußballer des Jahres.
Am 18. Oktober 2005 stellte er mit einem Doppelpack in der Champions League gegen Sparta Prag einen neuen Torrekord auf: Sein zweites Tor gegen Prag war zugleich das 186. Tor in seinem 302. Spiel für Arsenal, damit brach er den langjährigen Rekord der Arsenal-Legende Ian Wright, der für die Gunners in seiner Karriere insgesamt 185 Treffer erzielte. Zur Saison 2005/06 wurde er der Nachfolger von Patrick Vieira als Kapitän bei Arsenal.
2006 wurde er von den englischen Journalisten zum dritten Mal in seiner Karriere zum Fußballer des Jahres in England gewählt, was vor ihm noch keinem anderen Spieler gelang. In der gleichen Saison verlängerte er seinen Vertrag bei Arsenal um weitere vier Jahre; Arsenals Vizepräsident David Dein schlug Angebote zur Ablöse Henrys von anderen Vereinen in Höhe von 50 Millionen Pfund, also etwa 73,5 Millionen Euro aus.
Henry erzielte in 369 Pflichtspielen für den FC Arsenal 226 Tore und ist damit der amtierende Rekordtorschütze des FC Arsenal. Aufgrund dieser Leistung hat der FC Arsenal im Rahmen der Feierlichkeiten zu seinem 125-jährigen Bestehen am 9. Dezember 2011 eine lebensgroße Bronzestatue des Angreifers vor dem heimischen Emirates Stadium enthüllt.

### FC Barcelona

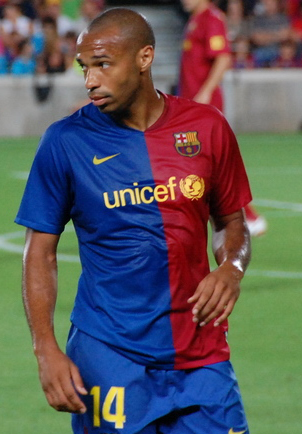
Henry im Trikot des FC Barcelona

Im Juni 2007 wechselte Henry für eine geschätzte Ablösesumme von etwa 24 Millionen Euro zum FC Barcelona. Dort unterschrieb er einen Vierjahresvertrag. In seiner ersten Saison in der höchsten spanischen Liga erzielte der Franzose in 30 Ligaspielen zwölf Tore. In der UEFA Champions League wurde er zudem zehnmal eingesetzt und erzielte zwei Tore. Diese Saison war für ihn geprägt von Rückenproblemen, verletzungsbedingt fiel er in vielen Spielen aus. Die zweite Saison beim FC Barcelona verlief positiv für ihn, so gewann er mit Barça den spanischen Pokal, die Meisterschaft und die Champions League. Dies war der erste Champions-League-Sieg in Henrys Karriere.
Nach der Saison 2009/10, in der er in 21 Spielen nur vier Tore erzielte, verließ Henry in beiderseitigem Einvernehmen den FC Barcelona ein Jahr vor seinem regulären Vertragsende.

### New York Red Bulls und Arsenal

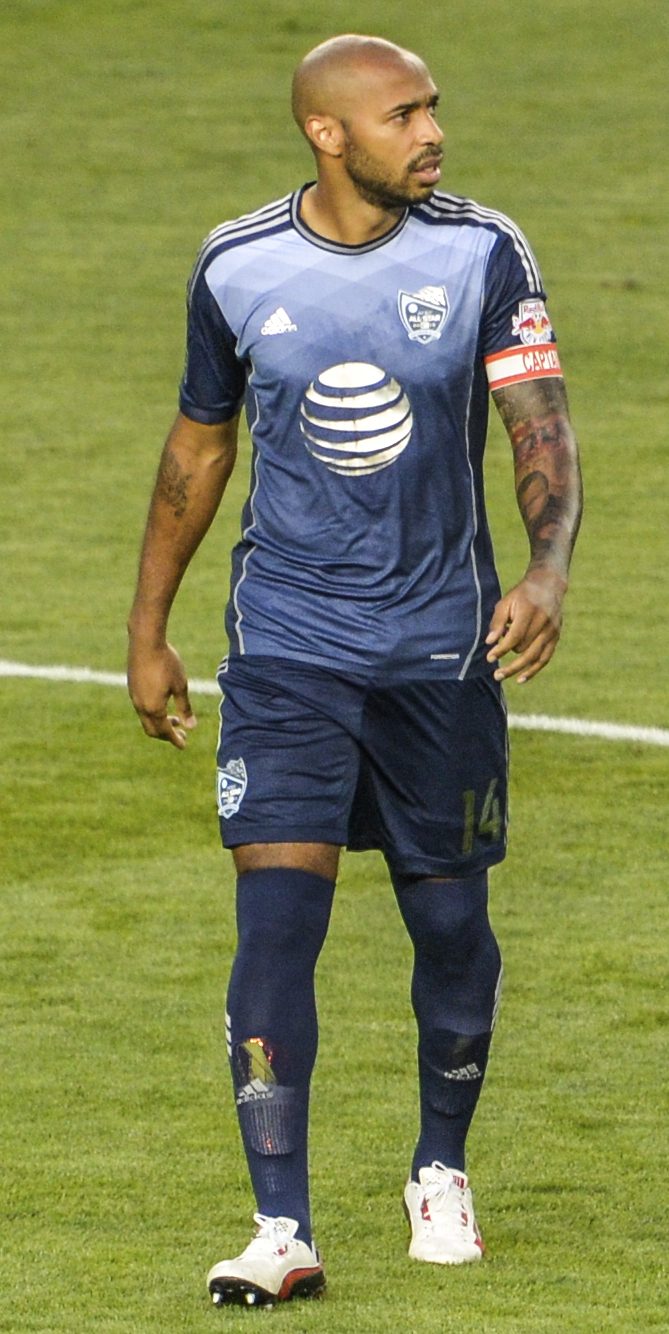
Henry beim MLS All-Star Game 2013

Am 14. Juli 2010 wurde bekannt gegeben, dass Henry zu den New York Red Bulls in die MLS wechselt. Er ist damit nach Juan Pablo Ángel der zweite Designated Player in den Reihen der Red Bulls. Bereits bei seinem ersten Einsatz am 23. Juli 2010 erzielte Henry im Freundschaftsspiel gegen den Premier-League-Klub Tottenham Hotspur ein Tor für New York. Sein erstes Spiel in der Major League Soccer (MLS) absolvierte er am 31. Juli 2010 beim 2:2 gegen Houston Dynamo, wo er durch seine Vorarbeit Juan Pablo Ángel zwei Tore ermöglichte. Henry selbst traf vier Wochen später zum ersten Mal: am 28. August gegen San Jose Earthquakes zum 2:0-Endstand.
Nachdem Juan Pablo Ángel zur Saison 2011 die Red Bulls verlassen hatte, wurde Henry neuer Mannschaftskapitän.
Sein Basisgehalt betrug 3,7 Millionen Euro pro Jahr.
Nachdem Henry bereits seit Ende der Saison 2011 wieder beim FC Arsenal trainiert hatte, bestätigte der Verein am 6. Januar 2012, dass er auf Leihbasis für zwei Monate zu seinem alten Verein nach London zurückkehren werde, um die durch die Fußball-Afrikameisterschaft 2012 ausfallenden Stürmer Gervinho und Marouane Chamakh zu ersetzen. Bei seinem ersten Pflichtspieleinsatz für die Gunners am 9. Januar 2012 im FA Cup erzielte der spät eingewechselte „Heimkehrer“ das Tor des Tages zum 1:0-Sieg über Leeds United. In seinem dritten Ligaspiel schoss er im Rahmen eines 7:1-Kantersieges gegen die Blackburn Rovers vermeintlicherweise sein erstes Premier-League-Tor seit der Rückkehr. Der Treffer wurde jedoch von der sogenannten „Dubiosen Tor-Kommission“ Monate später erst im Mai einem Gegenspieler als Eigentor zuerkannt. Somit wurde erst sein Siegtreffer vom 11. Februar gegen den AFC Sunderland zu seinem einzigen Premier-League-Tor und seinem 228. Tor im Trikot des FC Arsenal. Am 15. Februar 2012 lief Henry beim Champions-League-Spiel gegen den AC Mailand zum letzten Mal für den FC Arsenal auf, bevor er nach New York zurückkehrte.
Am 1. Dezember 2014 erklärte Henry, seinen zum Jahresende auslaufenden Vertrag nicht zu verlängern. Er verließ den Verein als bester Vorlagengeber (42) und zweitbester Torschütze (51) der Klubgeschichte. Am 16. Dezember 2014 erklärte Henry seine 20-jährige Profilaufbahn für beendet. Er arbeitete anschließend als TV-Experte für den britischen Bezahlsender Sky Sports.

## Nationalmannschaft

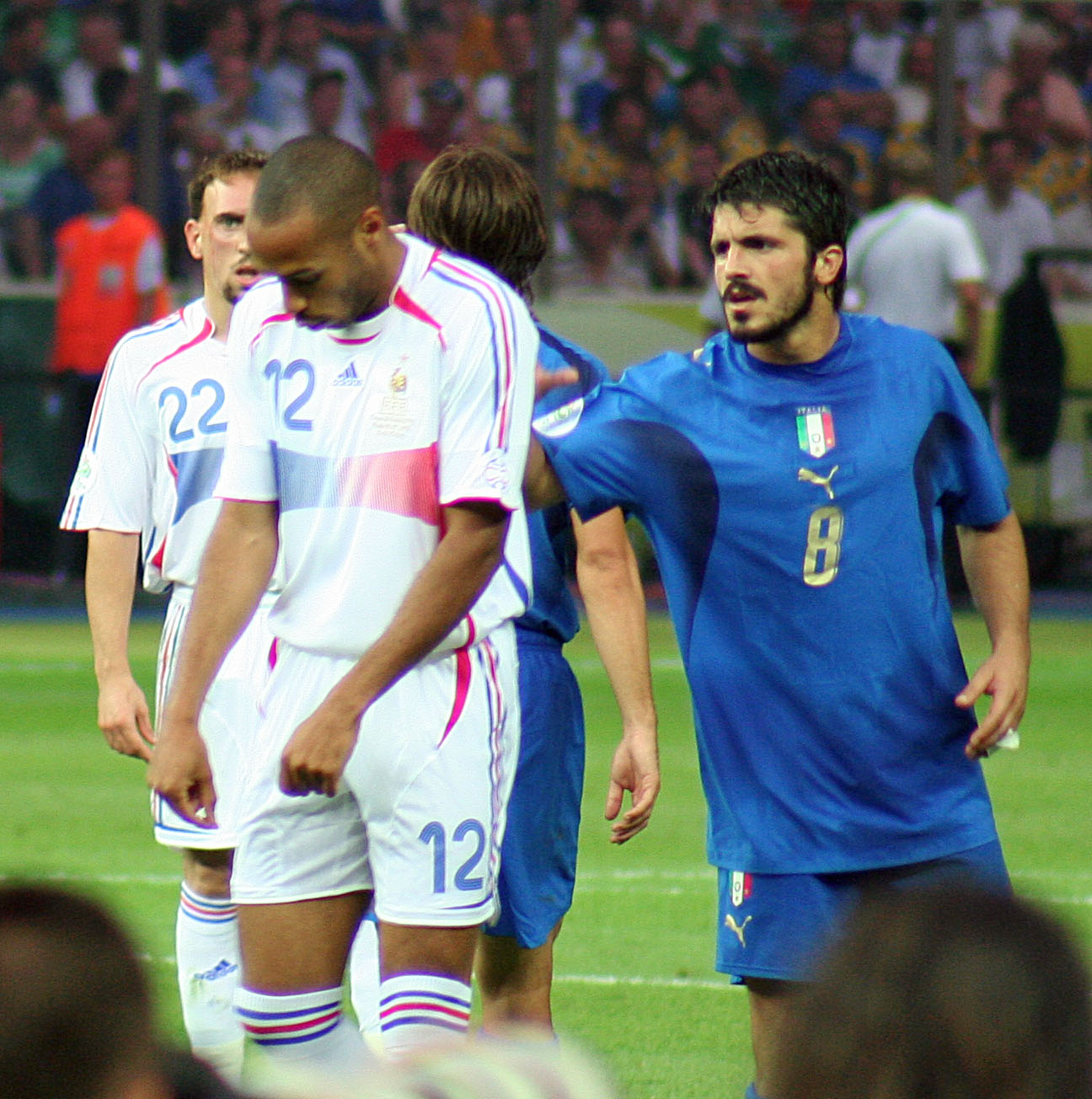
Henry (l.) neben dem Italiener Gennaro Gattuso im Finale der WM 2006

In der französischen Nationalmannschaft gab er am 11. Oktober 1997 gegen Südafrika (2:1) seinen Einstand.
Henry nahm an acht großen Turnieren für Frankreich teil. Bei der WM 1998 im eigenen Land erzielte er in sechs Spielen drei Tore. Der Stürmer traf in der Gruppenphase gegen Südafrika einmal und gegen Saudi-Arabien zweimal. Im Endspiel zum 3:0-Erfolg und dem Gewinn der Weltmeisterschaft gegen Brasilien wurde Henry nicht eingesetzt.
Bei der EM 2000 in Belgien und der Niederlande erzielte Henry in fünf Spielen drei Tore. In der Vorrunde erzielte er je ein Tor gegen Dänemark und gegen Tschechien. Im weiteren Verlauf des Turniers glich er im Halbfinale gegen Portugal zum 1:1 aus. Zinédine Zidane erzielte in der Verlängerung das 2:1 per Elfmeter zum Einzug in das EM-Finale. Frankreich gewann 2:1 nach Verlängerung und wurde Europameister.
Bei der WM 2002 in Japan und Südkorea erzielte Henry kein Tor, ebenso wie auch die gesamte französische Mannschaft. Im zweiten Gruppenspiel gegen Uruguay wurde Henry nach 25 Minuten wegen groben Foulspiels ausgeschlossen und war danach gesperrt. Frankreich schied als Titelverteidiger in der Gruppenphase aus.
Im Jahr 2003 nahm Henry in seinem Heimatland am Konföderationen-Pokal teil. Im Finale besiegte Frankreich Kamerun mit 1:0 dank eines Golden Goal von Henry. Henry wurde Torschützenkönig des Turniers und außerdem zum besten Spieler gewählt.
Ein Jahr später folgte die EURO 2004 in Portugal. Hier erzielte Henry in vier Spielen zwei Tore. Im dritten Gruppenspiel gegen die Schweiz schoss er zwei Tore zum 3:1. Frankreich schied nach erfolgreich überstandener Gruppenphase gegen den späteren Europameister Griechenland im Viertelfinale mit 0:1 aus.
2006 bei der WM in Deutschland wurde Henry mit Les Bleus Vizeweltmeister. In sieben Spielen erzielte der Stürmer drei Tore, zwei davon in den Gruppenspielen gegen Südkorea und Togo. Frankreich erreichte als Gruppenzweiter das Achtelfinale. Im Viertelfinale gegen Brasilien schoss Henry das entscheidende 1:0. Im Finale wurde Henry durch Sylvain Wiltord ausgewechselt und nahm somit nicht am Elfmeterschießen teil, das die Franzosen gegen Italien verloren.
Die EM 2008 in Österreich und der Schweiz war für die französische Nationalmannschaft mit Henry eine Enttäuschung. Henry konnte aufgrund einer Verletzung erst im zweiten Gruppenspiel eingesetzt werden, er erzielte den Anschlusstreffer zum 1:2 gegen die Niederlande; Frankreich verlor jedoch mit 1:4. Im Entscheidungsspiel der Gruppenphase gegen Italien verlor Frankreich mit 0:2 und schied als Gruppenletzter aus.
In die Schlagzeilen geriet Henry am 18. November 2009 im Play-off-Rückspiel zur WM-Qualifikation 2010. Nachdem Frankreich das Hinspiel in Irland mit 1:0 hatte gewinnen können, lagen die Gäste im Stade de France nach der regulären Spielzeit mit dem gleichen Resultat in Führung, sodass es zur Verlängerung kam. In der 103. Minute nahm Henry im Strafraum die Hand zu Hilfe, er gab das unmittelbar nach dem Schlusspfiff zu. Den von Henry nach dem Handspiel per Fuß weitergeleiteten Ball verwertete William Gallas zum entscheidenden Tor zur WM-Qualifikation Frankreichs. Die FIFA lehnte eine Korrektur des Ergebnisses offiziell ab, erst 2015 wurde bekannt, dass die FIFA dem irischen Fußballverband 5 Millionen Euro Entschädigung zahlte, weil dieser gedroht hatte, sich ins Turnier einzuklagen. Henry wurde für den französischen WM-Kader nominiert, verlor dort aber endgültig seine Rolle als Stammspieler.
In der französischen Nationalmannschaft war Henry bis zur Weltmeisterschaft 2022 mit 51 Toren Rekordtorjäger, im Verlauf dieses Turniers wurde er von Olivier Giroud abgelöst. Mit seiner Einwechslung beim WM-Spiel am 11. Juni 2010 gegen Uruguay ist er der erste französische Spieler, der bei vier Weltmeisterschaften zum Einsatz kam. Am 15. Juli 2010 erklärte er das Ende seiner Karriere im blauen Trikot.

## Saisonstatistik
| Verein             | Liga             | Saison          | Liga   | Liga | Nat. Pokal | Nat. Pokal | Europapokal | Europapokal | Andere | Andere | Gesamt | Gesamt |
| Verein             | Liga             | Saison          | Spiele | Tore | Spiele     | Tore       | Spiele      | Tore        | Spiele | Tore   | Spiele | Tore   |
| ------------------ | ---------------- | --------------- | ------ | ---- | ---------- | ---------- | ----------- | ----------- | ------ | ------ | ------ | ------ |
| AS Monaco          | Division 1       | 1994/95         | 8      | 3    | –          | –          | –           | –           | –      | –      | 8      | 3      |
| AS Monaco          | Division 1       | 1995/96         | 18     | 3    | –          | –          | 1           | 0           | 3      | 0      | 22     | 3      |
| AS Monaco          | Division 1       | 1996/97         | 36     | 9    | 1          | 0          | 9           | 1           | 2      | 0      | 48     | 10     |
| AS Monaco          | Division 1       | 1997/98         | 30     | 4    | 4          | 0          | 9           | 7           | 1      | 0      | 44     | 11     |
| AS Monaco          | Division 1       | 1998/99         | 13     | 1    | –          | –          | 5           | 0           | 1      | 0      | 19     | 1      |
| Gesamt             | Gesamt           | Gesamt          | 105    | 20   | 5          | 0          | 24          | 8           | 7      | 0      | 141    | 28     |
| Juventus Turin     | Serie A          | 1998/99         | 16     | 3    | 1          | 0          | –           | –           | 2      | 0      | 19     | 3      |
| Juventus Turin     | Serie A          | 1999/00         | 0      | 0    | –          | –          | 1           | 0           | –      | –      | 1      | 0      |
| Gesamt             | Gesamt           | Gesamt          | 16     | 3    | 1          | 0          | 1           | 0           | 2      | 0      | 20     | 3      |
| FC Arsenal         | Premier League   | 1999/00         | 31     | 17   | 3          | 0          | 12          | 8           | 2      | 1      | 48     | 26     |
| FC Arsenal         | Premier League   | 2000/01         | 35     | 17   | 4          | 1          | 14          | 4           | –      | –      | 53     | 22     |
| FC Arsenal         | Premier League   | 2001/02         | 33     | 24   | 5          | 1          | 11          | 7           | –      | –      | 49     | 32     |
| FC Arsenal         | Premier League   | 2002/03         | 37     | 24   | 5          | 1          | 12          | 7           | 1      | 0      | 55     | 32     |
| FC Arsenal         | Premier League   | 2003/04         | 37     | 30   | 3          | 3          | 10          | 5           | 1      | 1      | 51     | 39     |
| FC Arsenal         | Premier League   | 2004/05         | 32     | 25   | 1          | 0          | 8           | 5           | 1      | 0      | 42     | 30     |
| FC Arsenal         | Premier League   | 2005/06         | 32     | 27   | –          | –          | 11          | 5           | 2      | 1      | 45     | 33     |
| FC Arsenal         | Premier League   | 2006/07         | 17     | 10   | 3          | 1          | 7           | 1           | –      | –      | 27     | 12     |
| Gesamt             | Gesamt           | Gesamt          | 254    | 174  | 24         | 7          | 85          | 42          | 7      | 3      | 370    | 226    |
| FC Barcelona       | Primera División | 2007/08         | 30     | 12   | 7          | 4          | 10          | 3           | –      | –      | 47     | 19     |
| FC Barcelona       | Primera División | 2008/09         | 29     | 19   | 1          | 1          | 12          | 6           | –      | –      | 42     | 26     |
| FC Barcelona       | Primera División | 2009/10         | 21     | 4    | 1          | 0          | 6           | 0           | 4      | 0      | 32     | 4      |
| Gesamt             | Gesamt           | Gesamt          | 80     | 35   | 9          | 5          | 28          | 9           | 4      | 0      | 121    | 49     |
| New York Red Bulls | MLS              | 2010            | 11     | 2    | –          | –          | –           | –           | 1      | 0      | 12     | 2      |
| New York Red Bulls | MLS              | 2011            | 26     | 14   | –          | –          | –           | –           | 3      | 1      | 29     | 15     |
| New York Red Bulls | MLS              | 2012            | 25     | 15   | –          | –          | –           | –           | 2      | 0      | 27     | 15     |
| New York Red Bulls | MLS              | 2013            | 30     | 10   | –          | –          | –           | –           | 2      | 0      | 32     | 10     |
| New York Red Bulls | MLS              | 2014            | 30     | 10   | –          | –          | –           | –           | 5      | 0      | 35     | 10     |
| Gesamt             | Gesamt           | Gesamt          | 122    | 51   | –          | –          | –           | –           | 13     | 1      | 135    | 52     |
| FC Arsenal         | Premier League   | 2011/12         | 4      | 1    | 2          | 1          | 1           | 0           | –      | –      | 7      | 2      |
| Gesamt             | Gesamt           | Gesamt          | 258    | 175  | 26         | 8          | 86          | 42          | 4      | 0      | 377    | 228    |
| Karriere Gesamt    | Karriere Gesamt  | Karriere Gesamt | 577    | 283  | 41         | 13         | 139         | 59          | 33     | 4      | 790    | 359    |

## Karriere als Trainer
Von Ende August 2016 bis zum Oktober 2018 war Henry an der Seite von Roberto Martínez Co-Trainer der belgischen Nationalmannschaft. Gemeinsam erreichten sie den dritten Platz bei der Weltmeisterschaft 2018 in Russland.
Am 15. Oktober 2018 übernahm Henry das nach neun Spieltagen mit sechs Punkten auf dem 18. Tabellenplatz stehende Ligue-1-Team der AS Monaco als Nachfolger von Leonardo Jardim. Er unterschrieb einen Vertrag mit einer Laufzeit bis zum 30. Juni 2021. Bereits am 24. Januar 2019 wurde Henry vom Verein freigestellt, nachdem die auf dem vorletzten Tabellenplatz befindliche Mannschaft unter ihm in 12 Ligapartien nur zwei Siege geholt hatte und im Coupe de France gegen den Zweitligisten FC Metz ausgeschieden war.
Zur Saison 2020 übernahm Henry das kanadische MLS-Franchise Montreal Impact als Nachfolger von Wílmer Cabrera. Sein Vertrag war für zwei Spielzeiten gültig und konnte per Option um ein weiteres Jahr verlängert werden. Zur Saison 2021 nannte sich das Franchise in CF Montreal um. Im Februar 2021 gab Henry aus familiären Gründen seinen Rücktritt vom Trainerposten bekannt.
Im Juni 2021, im Zuge der Europameisterschaft, kehrte Henry wieder als Co-Trainer zur belgischen Nationalmannschaft zurück. Nach der Verpflichtung von Domenico Tedesco als Trainer der belgischen Nationalmannschaft gab Thierry Henry seine Assistentenrolle im Februar 2023 auf. Ein halbes Jahr später übernahm er die französische U21-Nationalmannschaft in der Rolle des Cheftrainers. Er betreute die Mannschaft als U23 auch bei den Olympischen Spielen 2024 in Paris und gewann mit ihnen die Silbermedaille. Im August 2024 trat er von der Cheftrainerstelle zurück.

## Titel und Auszeichnungen als Spieler

### Nationalmannschaft
- Weltmeister: 1998
- Europameister: 2000
- Confed-Cup-Sieger: 2003
- U18-Europameister: 1996

### Vereine
International
(alle FC Barcelona)
- Champions-League-Sieger: 2009
- Klub-Weltmeister: 2009
- UEFA-Super-Cup-Sieger: 2009

Frankreich
(alle AS Monaco)
- Meister: 1997
- Supercupsieger: 1997

England
(alle FC Arsenal)
- Meister (2): 2002, 2004
- Pokalsieger (3): 2002, 2003, 2005
- Supercupsieger (2): 2002, 2004

Spanien
(alle FC Barcelona)
- Meister (2): 2009, 2010
- Pokalsieger: 2009
- Supercupsieger: 2009

### Auszeichnungen
- Mitglied der Hall of Fame der Premier League
- 3. Platz bei der Wahl des Ballon d’Or Dream Teams (Linker Flügel)
- Frankreichs Fußballer des Jahres: 2000, 2003, 2004, 2005, 2006
- Onze d’or: 2003, 2006
- Englands Fußballer des Jahres
  - Journalisten-Wahl: 2003, 2004, 2006
  - Spieler-Wahl: 2003, 2004
  - Fan-Wahl: 2003, 2004
- Premier League Player of the Season: 2004, 2006
- PFA Team of the Year: 2001, 2002, 2003, 2004, 2005, 2006
- MLS Best XI: 2011, 2012, 2014
- UEFA Team of the Year: 2001, 2002, 2003, 2004, 2006
- FIFPro World XI: 2006
- Bester Spieler des Konföderationen-Pokals: 2003
- All-Star-Team der Fußball-Europameisterschaft: 2000
- All-Star-Team der Fußball-Weltmeisterschaft: 2006
- FIFA 100
- Bester Nachwuchsspieler der Ligue 1: 1997
- Torschützenkönig
  - Premier League: 2002, 2004, 2005, 2006
  - Goldener Schuh der UEFA: 2004, 2005
  - Welttorjäger: 2003
  - Confed-Cup: 2003

## Erfolge als Trainer
- Silbermedaille bei den Olympischen Spielen: 2024

## Privatleben
Von 2003 bis 2007 war er mit dem britischen Model Nicole Merry verheiratet, mit der er eine Tochter (* 2005) hat.
Im Januar 2024 machte Henry öffentlich, dass er Zeit seiner Karriere unter Depressionen gelitten habe. Vor allem in der Zeit als Cheftrainer bei Montreal Impact habe er, auch bedingt durch die Isolation während der Covid-19-Pandemie, unter der Trennung von seiner Familie gelitten. Inzwischen gehe es ihm aber besser.

## Soziales Engagement
Henry engagiert sich als Botschafter bei Show Racism the Red Card.